# Storici di Alessandro Magno
Con la definizione storici di Alessandro si indicano tutti quei personaggi che parteciparono alla spedizione del sovrano macedone e descrissero la loro esperienza in opere (diverse per genere, tematica ed estensione) che non ci sono pervenute. 

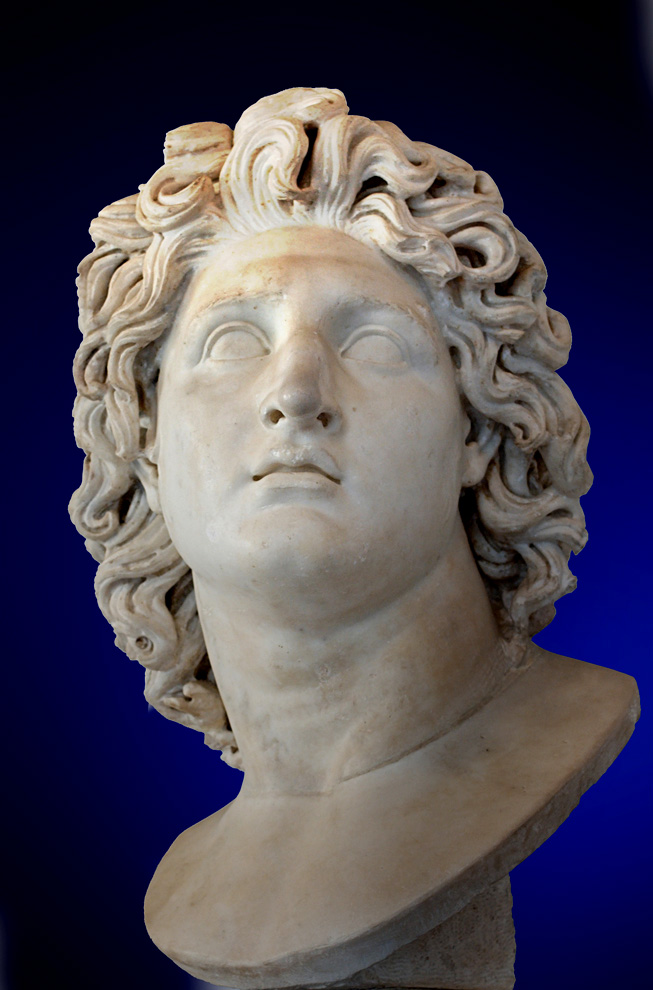
Alessandro Magno ritratto come il dio Elio

## Caratteristiche comuni
Questi autori hanno in comune, oltre al tema principale delle loro opere, anche il periodo di composizione di queste: essi, infatti, si dedicarono alla scrittura o durante la spedizione, o nei decenni immediatamente successivi alla morte di Alessandro. Molti parteciparono direttamente, con ruoli diversi, alla campagna asiatica, ed entrarono direttamente in contatto con Alessandro.
Anche se le loro opere non sono pervenute, conosciamo, grosso modo, il dibattito tra questi "alessandrografi" grazie a numerosi autori successivi, che costituirono per i moderni la cosiddetta vulgata alessandrina, come Diodoro, Arriano, Plutarco, Giustino.
Personalità diverse, dunque, con punti di vista e di contatto diversi nei confronti del grande Macedone, assunsero e diffusero, nella tradizione da essi dipendente, versioni e giudizi differenti, spesso contrastanti, creando un vero e proprio "mito" di Alessandro che andava dalle reminiscenze omeriche di Callistene alla celebrazione dei suoi meriti di geniale stratega in Tolomeo e Aristobulo, dallo scopritore di mondi meravigliosi, sovrumano egli stesso, in Onesicrito, Nearco e Clitarco al folle despota di Efippo.

I principali storici di Alessandro possono dividersi tra "storici della vulgata", miranti a costruire un'immagine epica e propagandistica del sovrano, a fini politici e storici "seri", attenti più che altro agli aspetti tecnici della spedizione.

### Lavulgata
Nella prima categoria possono annoverarsi Callistene, storico ufficiale della spedizione e Clitarco di Alessandria, come anche, sul versante opposto, della deformazione per motivi antimacedoni, un panflettista come Efippo di Olinto. Da questi storici derivano spesso racconti sottoposti a forti deformazioni, anche in epoca romana, come per l'oscuro Asclepiade citato da Arriano.

### Storici militari
Nella seconda compaiono Nearco ed Onesicrito, rispettivamente ammiraglio e timoniere della flotta macedone, che si occuparono della spedizione dal punto di vista navale (Nearco, con una sorta di diario di bordo) e filosofico (Onesicrito, che dipinse Alessandro come una sorta di re-filosofo, ispirato dal cinismo); Tolomeo, futuro dinasta d'Egitto, che scrisse una storia apparentemente obiettiva, imperniata su aspetti militari, negli ultimi anni del suo regno, volendo certamente esaltare i meriti militari non solo del Macedone, ma di tutto il suo entourage, proprio per giustificare la propria presa di potere in Egitto; Aristobulo di Cassandreia, annoverato, come Tolomeo, tra gli storici "seri" da Arriano, che lo utilizzò come propria fonte primaria.

### Cronache reali
A parte, per le questioni ancora aperte che suscitano, stanno le Efemeridi reali, una sorta di cronaca di corte, che, forse redatta dal segretario Eumene di Cardia, registrava tutti gli avvenimenti a corte, compresa la malattia, l'agonia e la morte di Alessandro, trascritte da Arriano e Plutarco proprio per questi ultimi giorni di vita del sovrano. Come le Efemeridi, la versione ufficiale era registrata anche dai funzionari e cerimonieri Carete di Mitilene e Marsia di Pella.